# Pluchea polygonata
Pluchea polygonata là một loài thực vật có hoa trong họ Cúc. Loài này được (DC.) Gagnep. miêu tả khoa học đầu tiên năm 1924.